# Филип Радош
Филип Радош (3. децембар 1958.) је хрватски позоришни, филмски и телевизијски глумац.

## Биографија
Рођен је 3. децембра 1958. године у Аржану, у Хрватској. 1982. добија први професионални ангажман у Градском казалишту младих у Сплиту. 2010. је такође постао и стални члан ансамбла у Хрватском народном казалишту у Сплиту. Од улога у позоришту издвајају се улоге у Тихој ноћи Миљенка Смоје и Ивице Иванишевића, Умишљеном болеснику Молијера и Кајину и Абелу Трпимира Јуркића. За улогу оца у филму Опрости за кунг фу добио је награду на фестивалу у Амјену. Најпознатије телевизијске улоге је остварио у серијама Стипе у гостима и Наши и ваши.

## Филмографија
| Год.          | Назив                       | Улога                |
| ------------- | --------------------------- | -------------------- |
| 1990.-е       |                             |                      |
| 1999.         | Црвена прашина              | Милицајац            |
| 1999.         | Да ми је бити морски пас    | Полицајац            |
| 2000.-е       |                             |                      |
| 2000.         | Ново доба (серија)          | полицајац Миле       |
| 2000. - 2002. | Наши и ваши (серија)        | Антиша               |
| 2004.         | Дуга мрачна ноћ             |                      |
| 2004.         | Златни врч                  | Перо Хрчак           |
| 2004.         | Опрости за кунг фу          | Јозо                 |
| 2005.         | Што је мушкарац без бркова? | Црни                 |
| 2005.         | Дуга мрачна ноћ (серија)    |                      |
| 2006.         | Луда кућа (серија)          | Јозо Бедековић       |
| 2008.         | Кино лика                   | Полицајац            |
| 2009.         | Вјерујем у анђеле           | Дон Иво              |
| 2009.         | Човјек испод стола          | Аргентинац           |
| 2008. - 2014  | Стипе у гостима             | Стипе Ивић           |
| 2006. - 2010. | Одмори се, заслужио си      | Стипе Ивић           |
| 2010.-е       |                             |                      |
| 2012.         | Ларин избор                 | Градоначелник Деполо |
| 2012.         | Ларин избор:Изгубљени принц | Градоначелник Деполо |
| 2014.         | Тијардовић                  | Мате Тијардовић      |
| 2014.         | Зујање                      |                      |
| 2016.         | Са оне стране               | дон Јуре             |
| 2018.         | Рат прије рата              | Милан Мартић         |
| 2019.         | Генерал                     | Илија                |
| 2019.         | Генерал (серија)            | Илија                |
| 2020.-е       |                             |                      |
| 2021.         | Минус и плус (серија)       | Винко                |
| 2022.         | Нестали                     | Душан                |
| 2023.         | На рубу памети              | Јоле Беванда         |
| 2023.         | Само кад се смијем          | Свештеник            |